# Grand Beach
Grand Beach – wieś w Stanach Zjednoczonych, w stanie Michigan, w hrabstwie Berrien.